# Relaciones Cuba-Francia
Las Relaciones Cuba-Francia se refieren a las relaciones bilaterales entre la República de Cuba y la República francesa. Ambas naciones son miembros de las Naciones Unidas.

## Historia
Poco después de que Cuba fue colonizada e incorporada al Imperio español, hubo varios contactos entre Cuba y Francia. El primer contacto francés con Cuba fue en 1554 cuando el pirata francés, Jacques de Sores, (bajo la comisión del Rey Francisco I de Francia para atacar barcos y territorios de oro español) asalto a la ciudad cubana de Santiago de Cuba. En 1555, Sores también atacó y quemó La Habana. En 1791, durante las etapas iniciales de la Revolución haitiana, varios miles de franceses y ciudadanos francés nacidos en Haití buscaron refugio en Cuba para escapar de la guerra. Entre 1800 y 1809, más de 20.000 franceses, criollos y exesclavos emigraron desde Haití a Cuba.

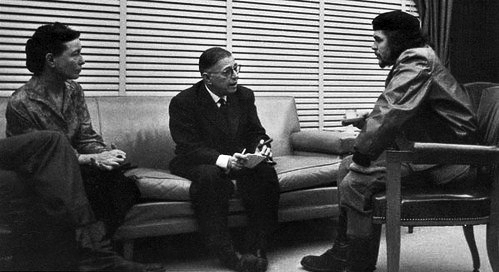
Simone de Beauvoir y Jean-Paul Sartre junto con Ernesto Guevara en Cuba, 1960.

Durante la Guerra hispano-estadounidense (abril-agosto de 1898), Francia, junto con el Reino Unido y Alemania, instó a España a poner fin a la guerra con los Estados Unidos y para renunciar a sus territorios de Cuba, Filipinas, Puerto Rico y Guam. La guerra terminó con la firma del Tratado de París en diciembre de 1898. Después de la guerra, Cuba se convirtió en un territorio de los Estados Unidos. En 1902, Cuba obtuvo su independencia.
En enero de 1959, después de la Revolución cubana, Fidel Castro llegó al poder. Inicialmente, los intelectuales y escritores franceses estaban intrigados con el nuevo cambio en Cuba. En 1960, el filósofo francés Jean-Paul Sartre, y la escritora francesa Simone de Beauvoir, visitaron Cuba y se reunieron con el presidente Fidel Castro y el héroe revolucionario cubano nacido en la Argentina, Ernesto Guevara. En 1962, durante la Crisis de los misiles en Cuba, el presidente francés, Charles de Gaulle, apoyó a los Estados Unidos en el bloqueo de Cuba para evitar que más misiles llegan a la isla.
Durante una gira mundial en diciembre de 1964, Ernesto Guevara, como diplomático cubano, realizó una visita oficial a Francia. En octubre de 1974, como primer secretario del Partido Socialista Francés, François Mitterrand (y futuro presidente de Francia), realizó una visita oficial a Cuba durante una semana. En 1995, el presidente Fidel Castro realizó su primera visita oficial a Francia y se reunió con el presidente François Mitterrand. Fidel regresaría a Francia al año siguiente para asistir al funeral de Mitterrand.
Varios países latinoamericanos, entre ellos Cuba, han sido acusados de refugiar a miembros de la organización terrorista ETA buscados en España y Francia, siendo Canadá y Estados Unidos los únicos países americanos que clasificaron esta organización como grupo terrorista.
En julio de 2015, durante el deshielo cubano, Francia buscó profundizar las relaciones diplomáticas con Cuba. En mayo de 2015, el presidente francés, François Hollande, se convirtió en el primer jefe de Estado de su país en visitar Cuba. En febrero de 2016, el presidente cubano, Raúl Castro, visitó a Francia. En mayo de 2018, el ministro francés de Relaciones Exteriores, Jean-Yves Le Drian, realizó una visita a Cuba.

## Visitas de alto nivel
Visitas de alto nivel de Cuba a Francia
- Presidente Fidel Castro (1995, 1996)
- Presidente Raúl Castro (2016)

Visitas de alto nivel de Francia a Cuba
- Presidente François Hollande (2015)
- Ministro de Relaciones Exteriores Jean-Yves Le Drian (2018)

## Acuerdos bilaterales
Ambas naciones han firmado varios acuerdos bilaterales, como un Acuerdo de Cooperación en Ciencia, Tecnología y el Medio Ambiente (2015); Acuerdo de turismo (2016); Acuerdo de Comercio (2016); Acuerdo de Cooperación Agrícola (2016) y un Acuerdo de Exploración Petrolera Conjunta en el Golfo de México (2016).

## Comercio
En 2016, el comercio entre Cuba y Francia ascendió a 209 millones de euros. Las principales exportaciones de Cuba a Francia incluyen pescado, ron y cigarros. Las principales exportaciones de Francia a Cuba incluyen cereales, productos químicos, piezas de automóviles, productos lácteos, maquinaria industrial y agrícola y equipos de comunicación. Francia es el undécimo socio comercial más grande de Cuba a nivel mundial. Empresas multinacionales francesas como Pernod Ricard y Total S. A. operan en Cuba.

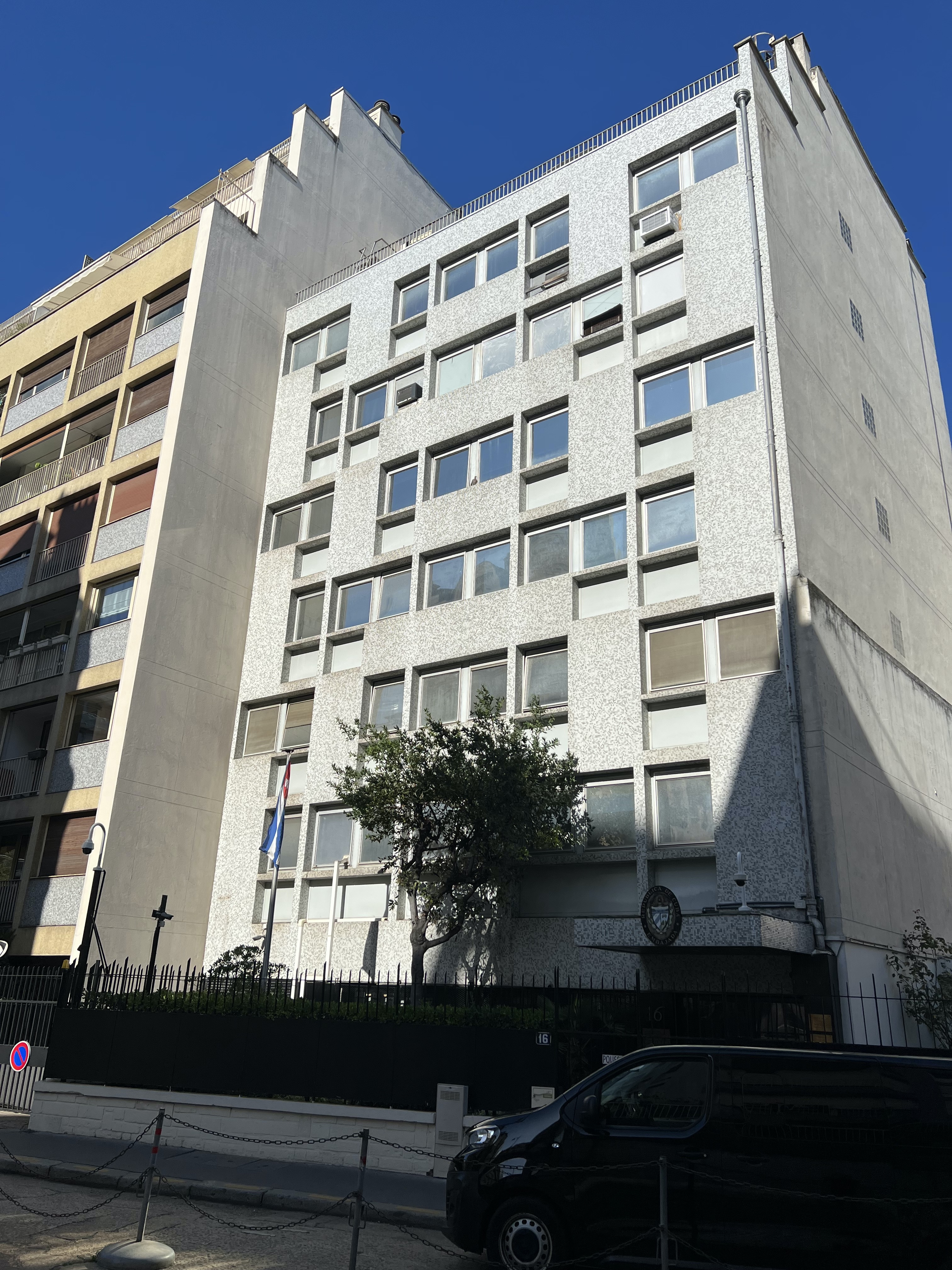
Embajada de Cuba en París

## Misiones diplomáticas
- Cuba tiene una embajada en París.[18]
- Francia tiene una embajada en La Habana.[19]